# Makuch

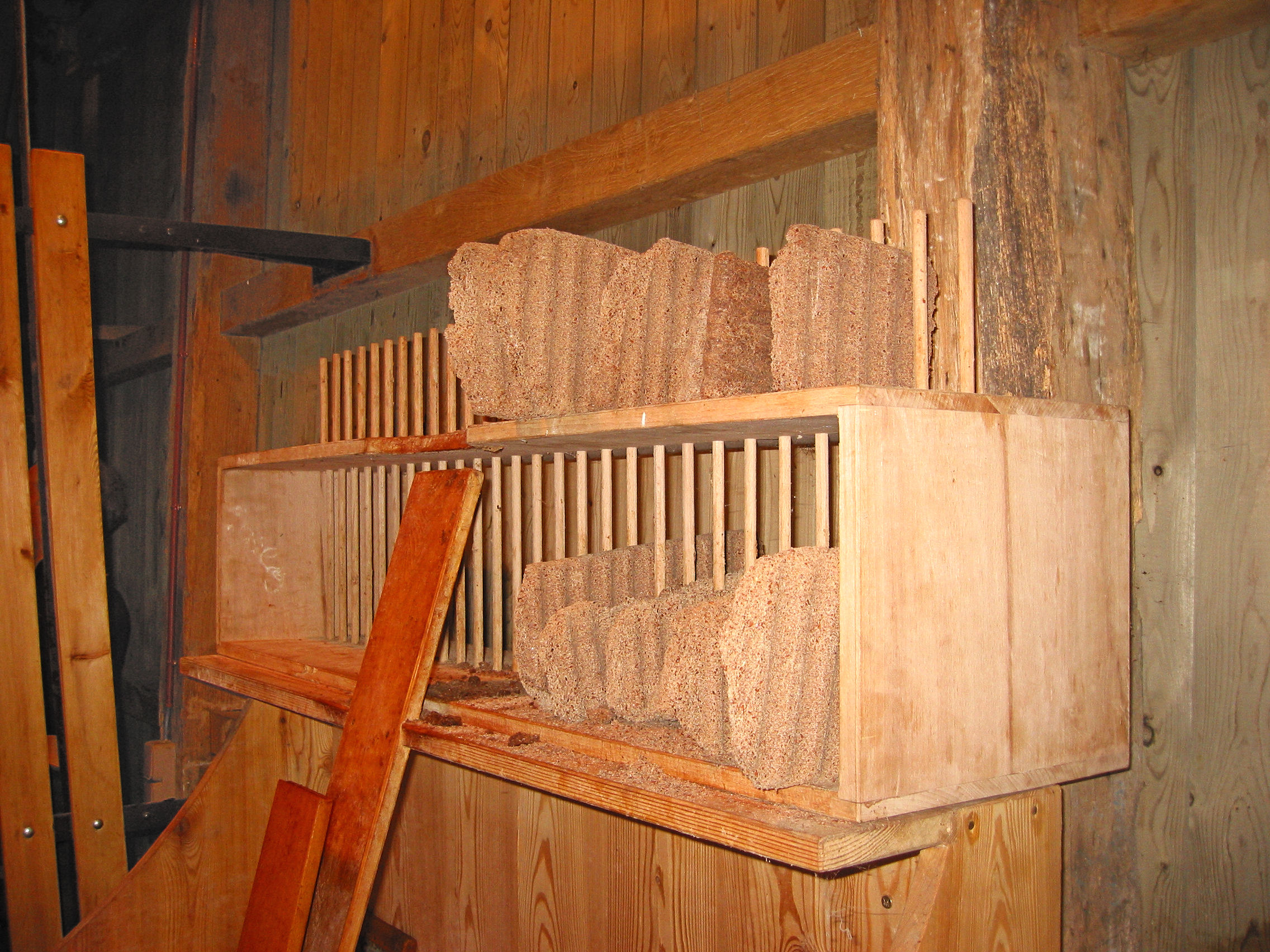
makuchy

Makuchy, kołacze, kuchy – wytłoki będące ubocznym produktem wytwarzania oleju z roślin oleistych – z nasion: maku, słonecznika, rzepaku (około 650 kg z 1 t nasion), sezamu, soi, lnu, a także orzechów i innych. Zawierają m.in. węglowodany, białka, tłuszcze i sole mineralne. Zamiast makuchów wykorzystana być może również mączka poekstrakcyjna.
Wykorzystywane są:
- w cukiernictwie
  - makuchy sezamowe – do wyrobu chałwy[4]
- przetwórstwie spożywczym
  - makuchy gorczycowe – do wyrobu musztardy[4]
- jako wartościowa pasza wysokobiałkową[1]
- jako opał[2]